# Retssystem
Af de retssystemer der findes i verden i dag, er de tre mest betydningsfulde: Civilretten; common law og religiøs ret. Bemærk dog, at hver enkelt stat, samt en række nationer, har udviklet og tilpasset deres eget retssystem på en sådan måde, at det inddrager elementer fra et andet retssystem. Dette betyder dog ikke, at disse retssystemer er pluralistiske. For at et retssystem er pluralistisk skal retssystemet være klart af den ene type, men inkorporere elementer fra en anden type, som f.eks. det skotske retssystem, der er civilretligt med en række common law-elementer.
For detaljeret information om de forskellige retssystemer, se:
- Civilret
- Common law
- Pluralistisk ret
- Religiøs ret

## Civilret
Civilretten er det mest udbredte retssystem i verden, og kendes under tiden under navnet kontinentaleuropæisk ret. Civilretten er kendetegnet ved primært at anerkende nedskrevne retskilder og tillægge disse en højere betydning end de uskrevne retskilder, såsom retssædvaner og parlamentariske konventioner. I et civilretligt system er den centrale retskilde som oftest en nedskrevet grundlov eller andre former for lovgivning, der er vedtaget af et parlament, og som anerkendes som værende lov.
I en stat med en demokratisk samfundsorden, er det således de lovgivende institutioner, der har den største indflydelse på, hvad der er lov. Denne indflydelse udøves normalt gennem primær og sekundær lovgivning, der påvirker og ændrer loven i landet og dermed skaber ret. Til forskel fra common law-systemer, har domstolene i civilretten ikke mulighed for at skabe ret ud fra sund fornuft eller almindelige principper. Man siger således, at domstolene fortolker ret, men undlader at skabe den.
Selvom dét at skrive love ned stammer fra Hammurabis lov i Babylon, fra ca. 1790 F.kr, kan det civilretlige system normalt kun spores tilbage til retten i romerriget og mere specifikt, til Corpus Juris Civilis fra ca. 529 E.kr.. Corpus Juris Civilis var en lovbog, hvori man nedskrev samtlige romerske retskilder man kunne finde; og med lovgivningen blev retssystemet i det byzantinske rige grundlæggende reformeret.
Civilretten er også påvirket af den religiøse ret, så som kanonisk og islamisk ret. Selvom romersk ret aldrig nåede Danmark, nåede den kanoniske ret dog til området. Danmark følger derfor hovedsageligt den civilretlige tradition i dens særlige skandinaviske/nordiske form. I sin oprindelige form var civilretten nogenlunde ens i Europa. Men med nationalismens opståen i Norden i 1600-tallet valgte staterne, der nu opfattede sig selv som nationer, at tilpasse deres retssystemer til deres egne, lokale forhold. Nationaliseringen af civilretssystemet affødte en række nationale lovbøger, som for eksempel Code Civil (Frankrig), Bürgerliches Gesetzbuch (Tyskland) og Zivilgesetzbuch (Schweiz).
Indenfor komparativ ret og økonomi inddeler man på baggrund af den retlige oprindelsesteori civilretten i fire grupper:
- Fransk civilret: Frankrig, Belgien, Nederlandene, Italien, Rumænien, Spanien og disse landes tidligere kolonier
- Tysk civilret: Tyskland, Østrig, Schweiz, Tyrkiet, Japan, Sydkorea, Republikken Kina (også kaldet Taiwan), Grækenland, Portugal og landede i det tidligere Jugoslavien.
- Skandinavisk civilret: Danmark, Norge, Sverige, ligesom Finland og Island rummer visse elementer heaf
- Folkerepublikken Kina, som har et retssystem der blander civilret med socialistisk ret.

## Common law
Common law og billighed (equity) er navnet for de retssystemer, der er kendetegnet ved, at domstolene har en lovgivende funktion i en sådan forstand, at domstolene har mulighed for ikke blot at fortolke ret men også at skabe den. Foruden domstole, har common law-retssystemmer også en lovgivende institution, der kan vedtage primær og sekundær lovgivning. Denne lovgivning anses også for at være lov og den har dermed, ligesom retspraksis, en retsskabende funktion. Forholdet imellem lovgivning og retspraksis kan være endog meget komplekst. I nogle common law-jurisdiktioner kan lovgivning omgøre retspraksis eller bruges til at sammenskrive et retsområde, der er præget af en modsætningsfyldt eller flertydig retspraksis. I nogle jurisdiktioner afgøres det gennem retspraksis, hvorvidt forfatningen tillader den lovgivende institution at vedtage et bestemt stykke lovgivning, eller hvilken betydning lovgivningen skal have.
Udtrykket common law er opstået i England i tiden efter den normanniske invasion, på baggrund af normannisk ret, som igen er påvirket af islamisk ret. På dansk betyder det i bogstavligste forstand "almindelig ret. Grunden til at netop dette udtryk opstod, var, at dette retssystem udviklede sig til at være det almindelige retssystem i riget, eftersom kongens dommere gjorde sig umage med at koordinere deres adfærd. Ideen om præcedens udviklede sig i common law 1300- og 1400-tallet fordi domstolene, der dengang var baseret på det inkvisatoriske princip, gjorde sig umage med at basere sine afgørelser på tradition, retssædvaner og præcedens. Dermed mindede det tidlige common law system ganske meget om andre retssystemer, der i stor udstrækning er baseret på retssædvane og præcedens, så som germansk ret.
Retsafgørelser under common law er baseret på såkaldt casuistry; det vil sige, en afgørelse baseret på sund fornuft med udgangspunkt i den konkrete sag. I civile sager (i modsætning til straffesager) blev common law brugt som et middel til at kompensere den ene part for den anden parts skadesvoldende handling. Disse handlinger kaldes under common law for tort, og tort kan være både forsætlig og uagtsom. Aftaleretten er ligeledes udviklet gennem retspraksis. Denne type af tvister gjorde det nødvendigt at forlade de inkvisatoriske processer og og den akkusatoriske procesform opstod.
I takt med den britiske kolonisering af verden, blev common law-retssystemet introduceret i de britiske kolonier. Den dag i dag har næsten alle Commonwealth-stater et common law-retssystem (Malta er dog en undtagelse).
Common law praktiseres nu om dage for det meste i Det Forenede Kongerige (England og Wales og Nordirland, men ikke Skotland), Irland, Australien, Indien (dog ikke Goa), Pakistan, Sydafrika, Canada (dog ikke Quebec), Hong Kong og USA (dog ikke Louisiana) og mange andre steder. Derudover har en række lande inkorporeret common law i deres retssystemer; sådanne retssystemer kaldes for pluralistiske.
I Den Europæiske Union gør EU-Domstolen brug af en pluralistisk retsopfattelse, hvor civilret (baseret på traktater) blandes med retspraksis. Et af de mest grundlæggende dokumenter indenfor common law er Magna Carta, som begrænsede den engelse konges magt og derved kom til at virke som en form for middelalderlig rettighedslov.

## Religiøs ret
Mange religioner har tilknyttet en samling af love – for eksempel Halakha i jødedommen, Sharia i Islam, hinduret i Indien og kanonisk ret i visse trosretninger inden for Kristendommen. I visse tilfælde er formålet med disse regler alene at fungere som moralsk vejledning, hvorimod de i andre tilfælde har til formål at danne grundlag for et lands generelle retssystem.
I sidstnævnte tilfælde kan dette ske på to måder:
- I lande som Iran er Islams religiøse love fuldt ud integreret i landets almindelige retssystem. I dette tilfælde er den positive ret tilnærmelsesvis det samme som den religiøse ret. Når retssystemet er indrettet på denne måde, kaldes statens styreform for et teokrati. Vatikanstaten styres ligesom Iran af præster, men benævnes traditionelt ikke som et teokrati. Dette skyldes, at den kanoniske ret, der er grundlaget for dette lands retssystem og styre, ikke regulerer civilretlige relationer, men alene kirkelige.
- I lande som USA findes der ingen national religion. Ikke desto mindre er der en religiøs arv og kulturel baggrund, der har en vis indvirkning på landets retssystem.